# خليل الحناحنه
خليل حمد الحناحنه ( 11 مايو 1980 ) رياضي أردني متخصص في سباق 100 متر . قام بالمشاركة في دورة الألعاب الاولمبية الصيفية لعام 2004 و عام 2008 . وقد مثل في بطولة العالم عام 2003 ( 100 متر ) وبطولة العالم 2007 ( 200 متر ) وبطولة العالم 2009 ( 200 متر ) . فاز بميداليات في سباقات السرعة في دورة الألعاب العربية 2007 و دورة ألعاب غرب آسيا 2005 و حصل على الميدالية لمسافة 200 متر في بطولة آسيا لألعاب القوى 2007 .
قام بالمشاركة في دورة الألعاب الأولمبية الصيفية 2004 , وحقق المركز السادس في سباق 100 متر . حقق عدة أرقام قياسية وطنية , واحتل المركز الثالث في دورة الألعاب العربية لعام 2007 مسافة 100 متر والثاني في 200 متر حيث تأهل لأولمبياد 2008 .

## روابط خارجية
- نبذة عن خليل الحناحنه  على موقع الاتحاد الدولي لألعاب القوى
- Jordan Athletics Federation website